# Feijão-branco
O feijão-branco é uma variedade de feijão (Phaseolus vulgaris) nativo da América, onde ele foi domesticado. Tem um formato oval, ligeiramente achatado. Diferente da maioria dos vegetais enlatados, que perdem muito de seu valor nutritivo no processo de enlatagem, os feijões-brancos mantêm seu valor nutritivo quando enlatados.

## História
O nome "Navy Bean" (feijão da marinha) é um termo estadunidense cunhado porque a Marinha dos EUA tem servido o feijão como um de seus principais suprimentos para seus marinheiros desde meados do século XIX.
Na Austrália, a produção de Navy Bean começou na Segunda Guerra Mundial, quando tornou-se necessário encontrar uma forma econômica de fornecer uma comida nutritiva para as muitas tropas — especialmente a estadunidense — que tinham base em Queensland. As forças armadas dos Estados Unidos mantinham uma grande base em Kingaroy e tinham muitas bases e acampamentos a sudoeste de Queensland. Elas ativamente encorajaram a ampliada plantação de feijões. Kingaroy é conhecida como a Capital Australiana do Feijão Assado. Outro nome popular para o feijão durante esta época era o "feijão Yankee".

## Estocagem e segurança
Feijões-brancos secos enlatados mantêm-se frescos por mais tempos se armazenados em uma despensa ou outro lugar escuro a menos de 24 °C. Evite feijões que tenham perdido sua cor branca pura, pois podem ter sido mal-manuseados durante a secagem.